# Hôtel de la Botte Dorée
L’hôtel de la Botte Dorée est un édifice de la commune de Vitré, dans le département d’Ille-et-Vilaine en région Bretagne.

## Localisation
Il se trouve à l'est du département et dans le centre-ville historique de Vitré, au numéro 20 de la rue d'Embas. 

## Historique
Le hôtel particulier date du XVIe siècle.
Il est inscrit au titre des monuments historiques depuis le 11 juin 1943,.

## Architecture

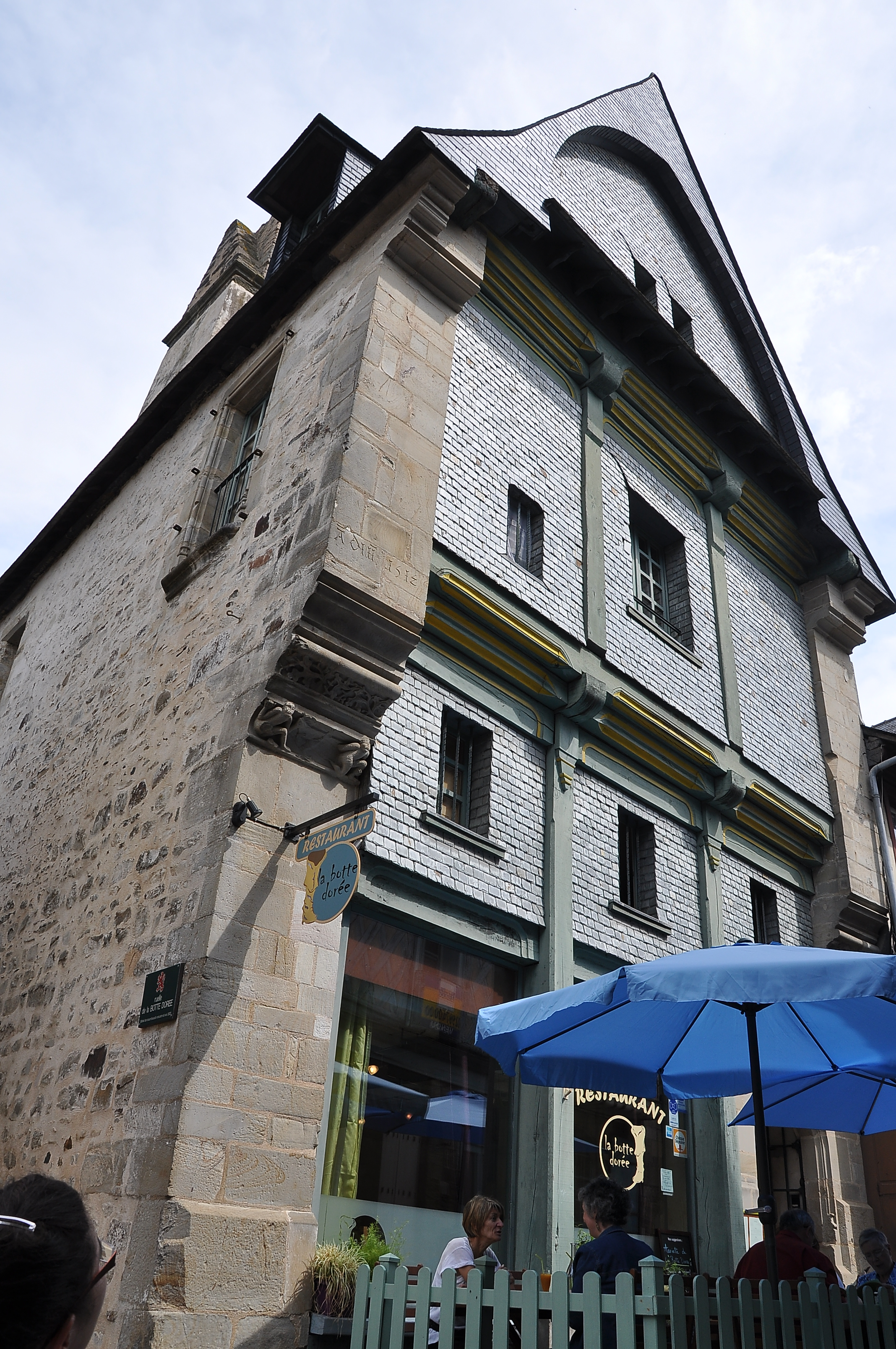
Détail de la façade.

C'est un bâtiment de quatre étages à encorbellement. Le pignon donnant sur la rue est à charpente en bois et est recouvert d'ardoise.